# Bataille de Groningue
Seconde Guerre mondiale
Batailles
Front d'Europe de l'Ouest
- Campagnes du Danemark et de Norvège
- Bataille de France
- Bataille de Belgique
- Bataille des Pays-Bas
- Bataille d'Angleterre
- Blitz
- Opération Myrmidon
- Opération Ambassador
- Raid de Dieppe
- Sabordage de la flotte française à Toulon
- Bataille aérienne de Berlin
- Bataille de Normandie
- Débarquement de Provence
- Libération de la France
- Campagne de la ligne Siegfried
- Bataille du Benelux
- Poche de Breskens
- Bataille des Vosges (Bruyères)
- Bataille des Ardennes
- Bataille de Saint-Vith
- Siège de Bastogne
- Opération Bodenplatte
- Opération Nordwind
- Campagne de Lorraine
- Bataille d'Alsace (Forêt de la Hardt, Poche de Colmar Jebsheim)
- Campagne d'Allemagne
- Raid de Granville
- Libération d'Arnhem
- Bataille de Groningue
- Insurrection géorgienne du Texel
- Bataille de Slivice
- Capitulation allemande

Front d’Europe de l’Est

Campagnes d'Afrique, du Moyen-Orient et de Méditerranée

Bataille de l’Atlantique

Guerre du Pacifique

Guerre sino-japonaise

Théâtre américain
La bataille de Groningue eut lieu pendant le dernier mois de la Seconde Guerre mondiale, du 13 au 16 avril 1945, dans la ville de Groningue, entre des éléments allemands d'infanterie, de Kriegsmarine et de Luftwaffe et des SS néerlandais et belges d'une part, et l'ensemble de la 2e Division d'infanterie canadienne d'autre part.

## Contexte historique
Le début de la libération des Pays-Bas commence en septembre 1944. Progressivement au fil des mois, l'ensemble des Pays-Bas est libéré, seules des villes reculées dans le nord du pays sont encore sous contrôle allemand. Après avoir libéré Arnhem début avril 1945, l'objectif des forces canadiennes est de capturer Groningue, constituant une véritable poche de résistance allemande. 
L'objectif était d'une double importance pour les deux parties belligérantes. Pour les Allemands, le contrôle de cette ville était capital, afin de couvrir la retraite de leurs coéquipiers encore présents sur le sol néerlandais et de défendre l'Ems. Pour les Alliés (Canadiens), la prise de la ville leur permettrait de contrôler le reste des Pays-Bas, encore sous domination allemande, et de lancer une offensive en Basse-Saxe et en Schleswig-Holstein afin de soutenir la progression des troupes américaines et britanniques en Allemagne qui envahissaient à ce moment précis la Ruhr et la majorité du sud de l'Allemagne.

## Déroulement de la bataille
Les forces allemandes étaient principalement déployées dans l'ancien centre-ville de Groningue, protégé par un canal. D'autres troupes étaient déployées dans le sud de la ville. La progression se fait sans véritable difficulté le 13 avril 1945. Elle se complique le lendemain lorsque les ponts surplombant le canal de Groningue furent détruits. Seul le pont d'Herebrug était resté intact, mais il était durement défendu par des mitrailleuses allemandes et il aura fallu une journée entière pour qu'elles soient éliminées. 
Le 15 avril 1945, les troupes canadiennes entrent dans le centre-ville mais les Allemands montrent encore une résistance acharnée. De nombreux bâtiments durent être détruits par les chars car ils abritaient soit des mitrailleurs, soit des tireurs d'élite. La progression était également compliquée par l'interdiction faite par le commandement allié d'utiliser l'artillerie en soutien à la progression de l'infanterie, pour limiter au maximum les pertes civiles. La capture de la ville prit fin finalement le 16 avril 1945 lorsque le reste des troupes allemandes se rendent aux forces alliées, le commandant allemand ne voyant pas l'intérêt de continuer une résistance inutile.

## Conséquences
La bataille vit la mort de 44 soldats canadiens et de 130 soldats allemands. Plus de 100 civils furent tués durant les combats et 270 bâtiments furent endommagés ou détruits. Cette bataille vit également la capture de 5 212 soldats allemands, dont 95 officiers. Le reste des troupes allemandes (environ 2 000 hommes) avaient été déjà évacuées avant la chute de la ville.
L'issue de cette bataille permit donc aux Canadiens de lancer une offensive dans le Nord-Ouest de l'Allemagne, la 2e Division d'infanterie canadienne continuera sa progression en Basse-Saxe, où elle affronte des unités allemandes à Delmenhorst. Cette bataille est également considérée comme les plus massifs combats urbains qu'ait connus l'armée canadienne durant la Seconde Guerre mondiale, toutes batailles confondues.